# Medalha de Mérito Industrial e Comercial
A Medalha de Mérito Industrial e Comercial (em chinês:  工商功績勳章) é uma condecoração macaense, atribuída desde 2001 pelo governo da Região Administrativa Especial de Macau, em reconhecimento às contribuições significativas para as atividades industriais e comerciais da Região Administrativa Especial de Macau da República Popular da China.

## Lista de galardoados
| Ano  | Galardoados                                                                                   |
| ---- | --------------------------------------------------------------------------------------------- |
| 2001 | Lam Kam Seng (Peter Lam)                                                                      |
| 2001 | Leong Vai Tac                                                                                 |
| 2001 | Ho Iat Seng                                                                                   |
| 2002 | Ho Va Tim                                                                                     |
| 2002 | Lam Ion Fun                                                                                   |
| 2002 | Fong Chi Keong                                                                                |
| 2002 | Associação Comercial de Macau                                                                 |
| 2003 | Vítor Cheung Lup Kwan                                                                         |
| 2003 | Fung Ka York                                                                                  |
| 2003 | Vong Kok Seng                                                                                 |
| 2003 | Sio Chi Wai                                                                                   |
| 2004 | Ho Teng Iat                                                                                   |
| 2004 | Wong Chi Seng                                                                                 |
| 2004 | Lau Veng Seng                                                                                 |
| 2005 | Ho Kuai Leng                                                                                  |
| 2005 | Sin Chi Yiu                                                                                   |
| 2005 | Chui Yuk Lum António                                                                          |
| 2005 | Sio Un I                                                                                      |
| 2006 | José Manuel dos Santos                                                                        |
| 2006 | Ma Iao Lai                                                                                    |
| 2006 | Mok Kuan Iek                                                                                  |
| 2007 | Wong Shoo Kee                                                                                 |
| 2007 | Kou Hoi In                                                                                    |
| 2007 | Herculano Jorge de Sousa                                                                      |
| 2008 | Chang Chi Fai                                                                                 |
| 2008 | Lao Ngai Leong                                                                                |
| 2008 | Lai Chan Keong                                                                                |
| 2009 | Ho Fu Keong                                                                                   |
| 2009 | U Kin Cho                                                                                     |
| 2009 | Ng Kai Yin Catherine                                                                          |
| 2009 | Tsui Wai Kwan                                                                                 |
| 2009 | Angela Leong On Kei                                                                           |
| 2010 | Wong Pan Seng                                                                                 |
| 2010 | Lou Cheok Weng                                                                                |
| 2010 | José Tang Kuan Meng                                                                           |
| 2010 | Banco da China, Sucursal de Macau                                                             |
| 2011 | Ma Chi Ngai Frederico                                                                         |
| 2011 | Leong Iam Chong                                                                               |
| 2011 | Banco Nacional Ultramarino, S.A.                                                              |
| 2012 | Cheang Chi Keong                                                                              |
| 2012 | Ho Pui Fan                                                                                    |
| 2012 | Paulo Tse                                                                                     |
| 2012 | Chang Iok Meng                                                                                |
| 2013 | Cheong Lok Tin                                                                                |
| 2013 | Lei Chi Fong                                                                                  |
| 2013 | Si Tou Tek Lam                                                                                |
| 2014 | Ung Choi Kun                                                                                  |
| 2014 | Ip Kai Ming                                                                                   |
| 2014 | Un Chong San                                                                                  |
| 2014 | Kevin Ho King Lun                                                                             |
| 2015 | Ho Heng                                                                                       |
| 2015 | Associação de Bancos de Macau                                                                 |
| 2015 | Nam Kwong União Comercial e Industrial, Limitada                                              |
| 2015 | Ho Weng Cheong                                                                                |
| 2016 | Ho Ioc Tong                                                                                   |
| 2016 | F. Rodrigues (Sucessores), Limitada                                                           |
| 2017 | Banco Tai Fung, S.A.                                                                          |
| 2017 | Estrada para Veículos Ki-Kuan, Limitada                                                       |
| 2017 | Fong Son Kin                                                                                  |
| 2018 | Mok Chi Wai                                                                                   |
| 2018 | Ip Sio Man                                                                                    |
| 2018 | Wong Kin Chong                                                                                |
| 2019 | Sam Chin Peng                                                                                 |
| 2019 | Loi Keong Kuong                                                                               |
| 2019 | Chan Wai Chi                                                                                  |
| 2019 | Banco Luso Internacional, S.A.                                                                |
| 2019 | Banco Industrial e Comercial da China (Macau), S.A.                                           |
| 2020 | Associação das Empresas Chinesas de Macau                                                     |
| 2020 | União das Associações dos Proprietários de Estabelecimentos de Restauração e Bebidas de Macau |